# Tomanj
Tomanj (en serbe cyrillique : Томањ) est un village de Serbie situé dans la municipalité de Krupanj, district de Mačva. Au recensement de 2011, il comptait 370 habitants.

## Démographie
| 1948 | 1953 | 1961 | 1971 | 1981 | 1991 | 2002 | 2011 |
| ---- | ---- | ---- | ---- | ---- | ---- | ---- | ---- |
| 612  | 636  | 601  | 502  | 433  | 451  | 433  | 370  |

|  |